# Džunka
Džunka je kitajska jadrnica. Ime prihaja iz malajske besede dgong slijong. Džunke so se prvič pojavile v času dinastije Han (220 pr. n. št. - 200 n. št.) in se postopno spremenile v enega od najuspešnejših tipov ladij v zgodovini. Dolge so bile od 16 do 40 metrov.